# كأس البرازيل 2015
كأس البرازيل 2015 هو الموسم 27 من كأس البرازيل. أقيم خلال الفترة 8 فبراير 2015 وحتى 2 ديسمبر 2015، وأشرف على تنظيمه اتحاد البرازيل لكرة القدم، وكان عدد الأندية المشاركة فيه 87، وفاز فيه نادي بالميراس.